# Diocesi di Epifania di Siria
La diocesi di Epifania di Siria (in latino: Dioecesis Epiphanensis in Syria) è una sede soppressa e sede titolare della Chiesa cattolica.

## Storia
Epifania di Siria, corrispondente alla città di Hama nell'odierna Siria, è un'antica sede episcopale della provincia romana della Siria Seconda (o Salutare) nella diocesi civile d'Oriente. Faceva parte del patriarcato di Antiochia ed era suffraganea dell'arcidiocesi di Apamea, come attestato in una Notitia episcopatuum del VI secolo.
Diversi sono i vescovi noti di questa antica diocesi. Maurizio fu uno dei padri del primo concilio di Nicea del 325. Il vescovo Eustazio, aderente all'arianesimo, è documentato in diverse occasioni nella prima metà del V secolo; prese parte al concilio dissidente di Filippopoli nel 344. Eusebio assistette al primo concilio di Costantinopoli nel 381. Gli scavi archeologici nel pavimento dell'antica cattedrale hanno portato alla luce due iscrizioni dedicatorie, redatte in occasione del rifacimento del battistero all'epoca del vescovo Pappo, agli inizi del V secolo. Stefano prese parte al sinodo antiocheno che giudicò il vescovo Atanasio di Perre. Eutichiano intervenne al concilio di Calcedonia nel 451. Epifanio sottoscrisse nel 458 la lettera dei vescovi della Siria Seconda all'imperatore Leone I dopo la morte di Proterio di Alessandria. Nel 518 il vescovo Cosma I sottoscrisse una lettera sinodale contro Severo di Antiochia e il partito monofisita. Sergio sottoscrisse la professione di fede di Paolo di Apamea e dei vescovi della provincia all'imperatore Giustiniano I. Infine Cosma II visse all'epoca delle lotte iconoclaste nella seconda metà dell'VIII secolo.
Dal XIX secolo Epifania di Siria è annoverata tra le sedi vescovili titolari della Chiesa cattolica; la sede è vacante dal 29 settembre 1990.

## Cronotassi

### Vescovi greci
- Maurizio † (menzionato nel 325)
  - Eustazio † (prima del 344 - dopo il 361) (vescovo ariano)
- Eusebio † (menzionato nel 381)
- Pappo † (prima del 412/413 - dopo il 416)
- Stefano † (menzionato nel 445)
- Eutichiano † (menzionato nel 451)
- Epifanio † (menzionato nel 458)
- Cosma I † (menzionato nel 518)
- Sergio † (menzionato nel 536/537)
- Cosma II † (menzionato nel 763)

### Vescovi titolari
La cronotassi di Epifania di Cilicia e di Amatunte di Palestina potrebbero comprendere anche alcuni vescovi di questa sede, in quanto nelle fonti citate le tre cronotassi non sono distinte e chiare.
- Vartan Hunanian † (28 gennaio 1675 - 1681 succeduto arcieparca di Leopoli)
- Franz Anton von Harrach † (21 novembre 1701 - 7 gennaio 1702 succeduto vescovo di Vienna)
- Giovanni Domenico Xiberras, O.S.Io.Hieros. † (1º ottobre 1727 - prima del 5 ottobre 1751 deceduto)
- Giovanni Battista Peregrini Albrici † (5 ottobre 1751 - 21 luglio 1760 nominato vescovo di Como)
- Tommaso Vespoli † (22 novembre 1762 - ? deceduto)
- Johann Nepomuk Augustin von Hornstein zu Hohenstoffen † (16 maggio 1768 - 16 dicembre 1805 deceduto)
  - Giovanni Marun † (menzionato il 25 maggio 1823)[3]
- Pierre Feghali (Peghalij) † (23 febbraio 1919 - 20 luglio 1944 deceduto)
- Pietro Sfair † (11 marzo 1953 - 11 marzo 1960 nominato arcivescovo titolare di Nisibi dei Maroniti)
- Volodymyr Malanczuk, C.SS.R. † (22 luglio 1960 - 29 settembre 1990 deceduto)